# Forest Park (Oklahoma)
Forest Park – miasto w Stanach Zjednoczonych, w stanie Oklahoma, w hrabstwie Oklahoma.